# AWD (Motorradhersteller)

A.W.D.-Logo

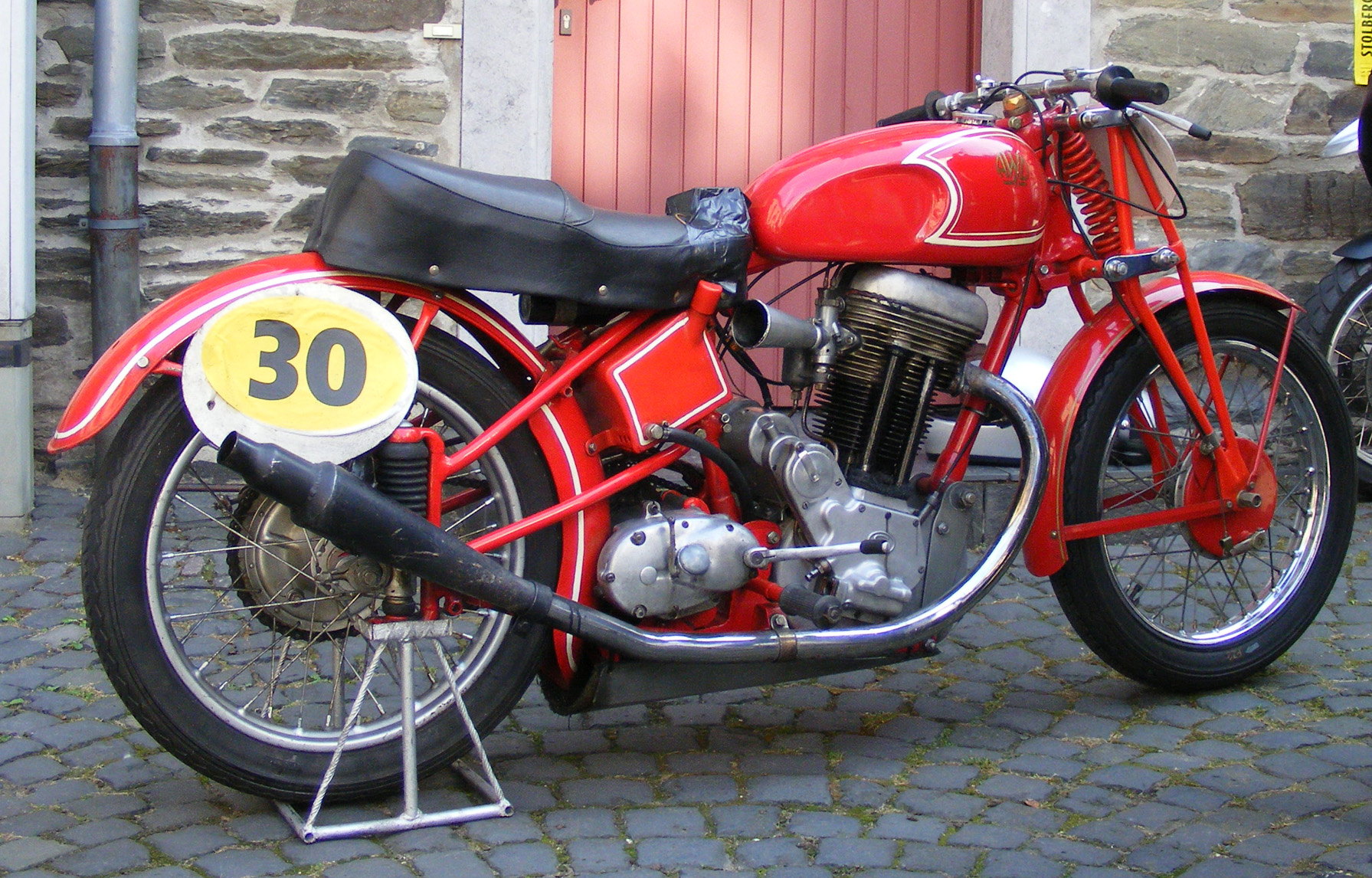
AWD-Oldtimer-Motorrad-Monschau 2008

AWD (Akronym für August Wurring, Düsseldorf) war von 1921 bis in die 1960er Jahre ein ambitionierter kleiner Motorrad-Hersteller mit exzellentem Ruf für Qualität. Der Hersteller saß im heute zu Ratingen gehörenden Ort Breitscheid und nicht in Düsseldorf, wie das Akronym nahelegt. Er verbaute Einbau-Motoren verschiedener Hersteller (JLO, J.A.P. und andere). Die Motorräder wurden nur auf Bestellung in Einzelfertigung gebaut, insgesamt über 1000 Stück. Heute sind sie selten.
August Wurring (1901 – 1990) stellte auch Rahmen für Rennmotorräder und Go-Karts sowie Spezialfahrzeuge für Landwirtschaft und Feuerwehr her. Gegen Ende seiner Berufstätigkeit betrieb er eine Autovertragswerkstatt.
In der ehemaligen Werkstatt befindet sich heute mit der AWD-Sammlung ein Motorradmuseum der ehemaligen Marke AWD, welches vom Enkel des Firmengründers geführt wird.
Wurring stellte auch Mopeds mit ILO-Motoren her.